# Teddy Lučić
Teddy Mark Šime Lučić (* 15. dubna 1973 Biskopsgåden) je švédský fotbalový obránce a reprezentant.

## Klubová kariéra
- 1993–1995 Västra Frölunda (68 zápasů, 0 gólů)
- 1996–1998 IFK Göteborg (58 zápasů, 2 góly)
- 1999–1999 Bologna FC (9 zápasů, 0 gólů)
- 2000–2002 AIK Stockholm (58 zápasů, 4 góly)
- 2002–2003 Leeds United (17 zápasů, 1 gól)
- 2003–2004 Bayer Leverkusen (11 zápasů, 0 gólů)
- 2005–2007 BK Häcken
- 2008–2010 IF Elfsborg
- 2012– KF Velebit (hrající trenér)

## Reprezentační kariéra
V A-mužstvu Švédska debutoval 4. 6. 1995 v zápase proti týmu Brazílie (prohra 0:1).
Účast Teddyho Lučiće na vrcholových turnajích
- Mistrovství světa 1994 v USA (3. místo, jako náhradník neodehrál ani jeden zápas)[3]
- Mistrovství světa 2002 v Japonsku a Jižní Koreji[2]
- Mistrovství světa 2006 v Německu[2]
- Mistrovství Evropy 2004 v Portugalsku[2]

Zápasy Teddyho Lučiće za A-mužstvo Švédska
| Švédsko | Švédsko | Švédsko |
| Rok     | Zápasy  | Góly    |
| ------- | ------- | ------- |
| 1995    | 5       | 0       |
| 1996    | 5       | 0       |
| 1997    | 4       | 0       |
| 1998    | 6       | 0       |
| 1999    | 6       | 0       |
| 2000    | 6       | 0       |
| 2001    | 7       | 0       |
| 2002    | 9       | 0       |
| 2003    | 8       | 0       |
| 2004    | 11      | 0       |
| 2005    | 11      | 0       |
| 2006    | 8       | 0       |
| Celkem  | 86      | 0       |